# Varlamoffita
La varlamoffita és un mineral de la classe dels òxids. Rep el nom de Nicolas Varlamoff (1910-1976).

## Característiques
La varlamoffita és un òxid de fórmula química (Sn,Fe)(O,OH)₂. La seva duresa a l'escala de Mohs oscil·la entre 6 i 6,5. Originàriament va ser descrita a Cerro Rico (Bolívia) com "Souxita", pel Dr. Roberto Herzenberg, qui va descobrir que alguns dels òxids d'estany secundaris resultants de l'oxidació de les sulfosals riques en aquest element eren solubles en àcids i, per tant, no eren cassiterita. El material millor estudiat es va anomenat més tard com "varlamoffita", per alguns considerada simplement una varietat de cassiterita, tot i que probablement no ho sigui. El seu estatus actual per l'Associació Mineralògica Internacional és qüestionable.
Segons la classificació de Nickel-Strunz, la varlamoffita pertany a «04.DB - Metall:Oxigen = 1:2 i similars, amb cations de mida mitjana; cadenes que comparteixen costats d'octàedres» juntament amb els següents minerals: argutita, cassiterita, plattnerita, pirolusita, rútil, tripuhyita, tugarinovita, byströmita, tapiolita-(Fe), tapiolita-(Mn), ordoñezita, akhtenskita, nsutita, paramontroseïta, ramsdel·lita, scrutinyita, ishikawaïta, ixiolita, samarskita-(Y), srilankita, itriocolumbita-(Y), calciosamarskita, samarskita-(Yb), ferberita, hübnerita, sanmartinita, krasnoselskita, heftetjernita, huanzalaïta, columbita-(Fe), tantalita-(Fe), columbita-(Mn), tantalita-(Mn), columbita-(Mg), qitianlingita, magnocolumbita, tantalita-(Mg), ferrowodginita, litiotantita, litiowodginita, titanowodginita, wodginita, ferrotitanowodginita, wolframowodginita, tivanita, carmichaelita, alumotantita i biehlita.

## Formació i jaciments
Tot i els possibles orígens bolivians de l'espècie, l'exemplar millor estudiat i el qual es considera exemplar tipus va ser descobert a la localitat de Kalima, a Maniema, a la República Democràtica del Congo. Tot i no tractar-se d'un mineral gens abundant, ha estat descrit en tots els continents del planeta a excepció de l'Antàrtida.